# Piława (Basse-Silésie)
Pour les articles homonymes, voir Piława.
Piława est une localité polonaise de la gmina de Mietków, située dans le powiat de Wrocław en voïvodie de Basse-Silésie.